# Adam Zephelius
Adam Zephelius auch Adamus Zephel (* 6. Januar 1586 in Falkenau; † 7. Februar 1642 in Reichenbach) war ein lutherischer Theologe, Magister und Pfarrer.

## Leben
Adam Zephelius war der Sohn des aus Adorf gebürtigen Stadtschreibers von Falkenau, Kilian Zephelius, und dessen Ehefrau Elisabeth geb. Löwitz. Im Alter von 13 Jahren war er Schüler an der Lateinschule in Schlaggenwald. 1604 immatrikulierte er an der Universität Leipzig und am 27. April 1605 an der Universität Wittenberg. Am 1. Oktober 1606 wurde er vom Grundherren Niklas von Globen als Pfarrer in der Bergstadt Frühbuß eingesetzt. Im örtlichen Pfarrhause verfasste er in den Jahren 1607 bis 1610 drei theologische Werke. 1617 war er Pastor in Saar bei Duppau. Zu Zeiten der Gegenreformation wurde er von dort vertrieben und exulierte zunächst in das sächsische Annaberg, wo er mit seiner Familie von 1627 bis 1628 genannt ist und zeitweise sogar gezwungen war, aus dem Kirchenvermögen für sich und seine Familie Almosen anzunehmen. 
1628 wurde er Pfarrer in Reichenbach bei Königsbrück in der Oberlausitz, wo er als „treufleißiger und wohlverdienter Pfarrer“ bezeichnet wurde. Er starb dort am 7. Februar 1641 im Alter von 55 Jahren und wurde am 10. Februar 1641 feierlich beigesetzt.

## Werke
- Speculum Morientium Oder Sterbender Menschen-Spiegel. Was sich ein Christ/ der christlich leben/ selig sterben/ und frölich wider aufferstehen wil/ täglich aus Gottes Wort erinnern und trösten muß ..., 1609
- Christo Sacrum. Eine Christliche/ unnd in Gottes Wort wolgegründte Newe Jahrspredigt : Darinnen der Christlichen Kirchen das Newejahr außgetheilet und verehret worden, 1610
- Corona Nuptialis. Ehren oder BrautKräntzlein Aller Gottliebenden Bräut/ Von etzlichen schönen Blümlein/ köstlichen Edelgestein/ und kräfftigen Kräuterlein Aus dem 25. Capitel des weisen Mannes Syrachs zusammen gewunden und gebunden, 1610
- Thesaurus. Sacro-sanctae Theologiae. Sacrorum Bibliorum theōrian kai praxin seu sensum analyticum, & usum practicum atq[ue] disputatorium certis praeceptis atq[ue] exemplis methodice, candide & plenissime monstrans. Tribus Libris, quorum I. Catecheticus ... II. Didacticus, ... III. Practicus, ... Opus novum Studiosis sacrosanctae Theologiae inprimis vero Concionatoribus ... Cum triplici Indice locorum commun. quaest. & rerum memorabil, 1618–1619